# Silveiras (São Paulo)
Silveiras es un municipio brasileño en el estado de São Paulo, en la microrregión de Bananal. Se encuentra a una latitud de 22º39'52" sur y una longitud de 44º51'10" oeste, a una altitud de 615 metros. Su población estimada en 2019 era de 6.302 habitantes.
La ciudad estuvo servida por Companhia Telefônica Brasileira (CTB) hasta 1973, cuando pasó a ser atendida por Telecomunicações de São Paulo (TELESP), que construyó la central telefónica utilizada hasta hoy. En 1998 esta empresa fue privatizada y vendida a Telefônica, y en 2012 la empresa adoptó la marca Vivo para sus operaciones de telefonía fija.